# Idolulu
Singles de Lilpri
Little Princess Pri!
(2010)
Singles par S/mileage
Onaji Jikyū de Hataraku (...)
(2010) Short Cut
(2011)
 Idolulu  (アイドルール, Aidolūlu, probable contraction de Idol Rule) est le second single du groupe de J-pop Lilpri.

## Présentation
Le single sort le 17 novembre 2010 au Japon sur le label hachama, deux mois seulement après le single Onaji Jikyū de Hataraku Tomodachi no Bijin Mama du groupe S/mileage dont les trois membres de Lilpri font partie en parallèle. 
Il atteint la 56e place du classement des ventes de l'oricon, et reste classé pendant deux semaines. Il sort aussi dans une édition limitée avec une pochette différente, ainsi qu'au format "Single V" (DVD contenant le clip vidéo) un mois plus tard, le 15 décembre 2010.
La chanson-titre sert de second générique d'ouverture à la série anime Hime-chen! Otogichikku Idol Lilpri, dont le trio d'héroïnes est doublé par les trois chanteuses du groupe, tandis que la chanson en "face B" Vira Vira Virō! sert de second générique de fin à la série. Le single contient aussi les versions instrumentales des deux chansons. Le clip vidéo de la chanson-titre figurera aussi en fin d'année sur la version DVD de la compilation du Hello! Project Petit Best 11.

## Formation
Membres du groupe créditées sur le single :
- Ayaka Wada
- Yūka Maeda
- Kanon Fukuda

## Liste des titres
Single CD
1. Idolulu  (アイドルール?)
2. Vira Vira Virō!  (ヴィラヴィラヴィロー!?)
3. Idolulu (Original Karaoke)  (アイドルール...?)
4. Vira Vira Virō! (Original Karaoke)  (ヴィラヴィラヴィロー!...?)

Single V
1. Idolulu  (アイドルール?)
2. Idolulu (Close-up Ver.)  (アイドルール...?)
3. Idolulu (Anime Version)  (アイドルール) (アニメバージョン?)
4. Idolulu (Kashi Telop Tsuki)  (アイドルール) (歌詞テロップ付き?)